# اریک ویلیامز پلازا
اریک ویلیامز پلازا (به لاتین: Eric Williams Plaza) یک ساختمان بلندمرتبه در ترینیداد و توباگو است که در پورت آو اسپین واقع شده‌است.